# Aspidifrontia bussindii
Aspidifrontia bussindii là một loài bướm đêm trong họ Noctuidae.